# Tournoi d'ouverture du championnat du Nicaragua de football 2021
Navigation
Tournoi précédent Tournoi suivant
Le tournoi Apertura 2021 est le neuvième tournoi saisonnier disputé au Nicaragua. C'est cependant la 83e fois que le titre de champion du Nicaragua est remis en jeu.
Chacun des dix clubs participant sera confronté deux fois aux neuf autres équipes. Puis les quatre meilleurs s'affronteront lors d'une phase finale à la fin du tournoi. Le Diriangén FC, tenant du titre, remporte un second tournoi consécutif, un vingt-neuvième championnat et se qualifie pour la Ligue de la CONCACAF 2022.

## Les dix équipes participantes
| \| Managua : Juventus Walter Ferreti Managua FC UNAN Managua Managua Diriangén Estelí Madriz Sébaco Ocotal Jalapa \| Localisation des équipes engagées dans le championnat. |
| Managua : Juventus Walter Ferreti Managua FC UNAN Managua Managua Diriangén Estelí Madriz Sébaco Ocotal Jalapa                                                              |

Ce tableau présente les dix équipes qualifiées pour disputer le championnat 2021-2022. On y trouve le nom des clubs, leur localisation, le nom des stades dans lesquels ils évoluent ainsi que la capacité de ces derniers.
| Équipes                   | Ville    | Stade                                        | Capacité |
| Diriangén FC              | Diriamba | Stade Cacique Diriangén                      | 7 500    |
| ART Municipal Jalapa (en) | Jalapa   | Stade Alejandro Ramos                        | 1 000    |
| Juventus Managua          | Managua  | Stade olympique de l'Indépendance de Managua | 8 000    |
| Managua FC (en)           | Managua  | Stade olympique de l'Indépendance de Managua | 8 000    |
| Real Estelí FC            | Estelí   | Stade de l'Indépendance                      | 4 800    |
| Real Madriz               | Somoto   | Stade Augusto Cesar Mendoza                  | 3 000    |
| Deportivo Ocotal (en)     | Ocotal   | Stade Glorias del Beisbol Segoviano          | 5 000    |
| Deportivo Sébaco          | Sébaco   | Stade de Sébaco                              | 1 800    |
| UNAN Managua (es)         | Managua  | Stade olympique de l'Indépendance de Managua | 8 000    |
| Deportivo Walter Ferreti  | Managua  | Stade olympique de l'Indépendance de Managua | 8 000    |

## Compétition
Le tournoi Apertura se déroule de la même façon que les tournois saisonniers précédents, en deux phases :
- La phase régulière : les dix-huit journées de championnat.
- La seconde phase : les matchs aller-retour allant des quarts de finale à la finale.

### Phase régulière
Lors de la phase régulière les dix équipes affrontent à deux reprises les neuf autres équipes selon un calendrier tiré aléatoirement.
Les quatre meilleures équipes sont directement qualifiées pour la seconde phase.
Le classement est établi sur le barème de points classique (victoire à 3 points, match nul à 1, défaite à 0).
Le départage final se fait selon les critères suivants :
- Le nombre de points.
- La différence de buts générale.
- Le nombre de buts marqué.

| Rang | Équipe                    | Pts | J  | G  | N | P  | Bp | Bc | Diff |
| ---- | ------------------------- | --- | -- | -- | - | -- | -- | -- | ---- |
| 1    | Real Estelí FC            | 38  | 18 | 12 | 2 | 4  | 41 | 21 | +20  |
| 2    | Diriangén FC T            | 38  | 18 | 12 | 2 | 4  | 38 | 20 | +18  |
| 3    | Managua FC (en)           | 31  | 18 | 9  | 4 | 5  | 31 | 15 | +16  |
| 4    | Deportivo Walter Ferreti  | 28  | 18 | 8  | 4 | 6  | 40 | 28 | +12  |
| 5    | Deportivo Ocotal (en)     | 23  | 18 | 6  | 5 | 7  | 19 | 28 | -9   |
| 6    | Juventus Managua          | 22  | 18 | 6  | 4 | 9  | 21 | 27 | -6   |
| 7    | Real Madriz               | 21  | 18 | 6  | 3 | 9  | 24 | 32 | -8   |
| 8    | Deportivo Sébaco P        | 18  | 18 | 4  | 6 | 8  | 26 | 33 | -7   |
| 9    | UNAN Managua (en) P       | 17  | 18 | 4  | 5 | 9  | 23 | 38 | -15  |
| 10   | ART Municipal Jalapa (en) | 14  | 18 | 3  | 5 | 10 | 12 | 33 | -21  |

| Légende : Qualifications et relégations | Légende : Qualifications et relégations          |
| --------------------------------------- | ------------------------------------------------ |
|                                         | Qualifié pour les demi-finales                   |
|                                         | Qualifié pour les quarts de finale               |
|                                         | T Tenant du titre P Promu de la saison 2020-2021 |

### Phase finale
Les six équipes qualifiées sont réparties dans le tableau final d'après leur classement général, le deuxième affrontant lors des demi-finales le vainqueur du quart opposant le quatrième au cinquième et le premier affrontant le vainqueur du quart opposant le troisième au sixième.
En cas d'égalité, les deux équipes sont départagées par la règle des buts marqués à l'extérieur, une prolongation puis une séance de tirs au but si cela est nécessaire. Les quarts de finale ne se jouent que sur un match.

#### Tableau
|  | Quarts de finale           | Quarts de finale           | Quarts de finale           | Quarts de finale           |                  |                  | Demi-finales | Demi-finales | Demi-finales | Demi-finales |  |  | Finale | Finale | Finale | Finale |
|  |                            |                            |                            |                            |                  |                  |              |              |              |              |  |  |        |        |        |        |
|  |                            |                            |                            |                            |                  |                  |              |              |              |              |  |  |        |        |        |        |
|  |                            |                            |                            |                            |                  |                  |              |              |              |              |  |  |        |        |        |        |
|  |                            |                            |                            |                            |                  |                  |              |              |              |              |  |  |        |        |        |        |
|  |                            |                            |                            |                            |                  |                  |              |              |              |              |  |  |        |        |        |        |
|  |                            |                            |                            |                            |                  |                  |              |              |              |              |  |  |        |        |        |        |
|  | 1 Real Estelí FC           | 1 Real Estelí FC           | 4                          | 2                          |                  |                  |              |              |              |              |  |  |        |        |        |        |
|  | 1 Real Estelí FC           | 1 Real Estelí FC           | 4                          | 2                          |                  |                  |              |              |              |              |  |  |        |        |        |        |
|  |                            |                            | 4 Deportivo Walter Ferreti | 4 Deportivo Walter Ferreti | 1                | 0                |              |              |              |              |  |  |        |        |        |        |
|  | 4 Deportivo Walter Ferreti | 4 Deportivo Walter Ferreti | 4 Deportivo Walter Ferreti | 4 Deportivo Walter Ferreti | 1                | 0                | 2            | 2            |              |              |  |  |        |        |        |        |
|  | 4 Deportivo Walter Ferreti | 4 Deportivo Walter Ferreti |                            |                            |                  |                  |              | 2            |              |              |  |  |        |        |        |        |
|  | 5 Deportivo Ocotal (en)    | 5 Deportivo Ocotal (en)    | 0                          | 0                          |                  |                  |              |              |              |              |  |  |        |        |        |        |
|  | 5 Deportivo Ocotal (en)    | 5 Deportivo Ocotal (en)    | 0                          | 0                          | 1 Real Estelí FC | 1 Real Estelí FC | 0            | 0            |              |              |  |  |        |        |        |        |
|  |                            |                            |                            |                            | 1 Real Estelí FC | 1 Real Estelí FC | 0            | 0            |              |              |  |  |        |        |        |        |
|  |                            |                            | 2 Diriangén FC             | 2 Diriangén FC             | 1                | 0                |              |              |              |              |  |  |        |        |        |        |
|  |                            |                            |                            |                            | 1                | 0                |              |              |              |              |  |  |        |        |        |        |
|  |                            |                            |                            |                            |                  |                  |              |              |              |              |  |  |        |        |        |        |
|  |                            |                            |                            |                            |                  |                  |              |              |              |              |  |  |        |        |        |        |
|  | 2 Diriangén FC             | 2 Diriangén FC             | 2                          | 2                          |                  |                  |              |              |              |              |  |  |        |        |        |        |
|  | 2 Diriangén FC             | 2 Diriangén FC             | 2                          | 2                          |                  |                  |              |              |              |              |  |  |        |        |        |        |
|  |                            |                            | 3 Managua FC (en)          | 3 Managua FC (en)          | 1                | 0                |              |              |              |              |  |  |        |        |        |        |
|  | 3 Managua FC (en) a. p.    | 3 Managua FC (en) a. p.    | 3 Managua FC (en)          | 3 Managua FC (en)          | 1                | 0                | 1            | 1            |              |              |  |  |        |        |        |        |
|  | 3 Managua FC (en) a. p.    | 3 Managua FC (en) a. p.    |                            |                            |                  |                  |              | 1            |              |              |  |  |        |        |        |        |
|  | 6 Juventus Managua         | 6 Juventus Managua         | 0                          | 0                          |                  |                  |              |              |              |              |  |  |        |        |        |        |
|  | 6 Juventus Managua         | 6 Juventus Managua         | 0                          | 0                          |                  |                  |              |              |              |              |  |  |        |        |        |        |
|  |                            |                            |                            |                            |                  |                  |              |              |              |              |  |  |        |        |        |        |

#### Quarts de finale
| Club                     | Score | Club                  | Commentaire        |
| Managua FC (en)          | 1 - 0 | Juventus Managua      | Après prolongation |
| Deportivo Walter Ferreti | 2 - 0 | Deportivo Ocotal (en) |                    |

#### Demi-finales
| Club           | Aller | Retour | Club                     | Commentaire |
| Real Estelí FC | 4 - 1 | 2 - 0  | Deportivo Walter Ferreti |             |
| Diriangén FC   | 2 - 1 | 2 - 0  | Managua FC (en)          |             |

#### Finale
| Match aller      | Diriangén FC          | 1 - 0   | Real Estelí FC | Stade Cacique Diriangén  |                          |
| 11 décembre 2021 | Erick Téllez (en) 22e | (1 - 0) |                | Arbitrage : Erick Lezama | Arbitrage : Erick Lezama |
| 11 décembre 2021 | Rapport               |         |                | Arbitrage : Erick Lezama | Arbitrage : Erick Lezama |

| Match retour     | Real Estelí FC | 0 - 0   | Diriangén FC | Stade de l'Indépendance |                         |
| 18 décembre 2021 |                | (0 - 0) |              | Arbitrage : Jorge Ojeda | Arbitrage : Jorge Ojeda |
| 18 décembre 2021 | Rapport        |         |              | Arbitrage : Jorge Ojeda | Arbitrage : Jorge Ojeda |

| Vainqueur du Tournoi Apertura 2021 Diriangén FC 29e titre |

## Statistiques

### Buteurs
| Rang | Nom               | Équipe                   | Buts |
| 1    | Brian Calabrese   | Deportivo Walter Ferreti | 18   |
| 2    | Luis Galeano (en) | Deportivo Sébaco         | 12   |
| 3    | Edwin Castro      | Real Madriz              | 11   |
| 3    | Lucas dos Santos  | Managua FC (en)          | 11   |

## Bilan du tournoi
| Tournoi d'ouverture du championnat de football du Nicaragua 2021 |                          |
| Champion                                                         | Diriangén FC (29e titre) |
| Dauphin                                                          | Real Estelí FC           |
| Qualifications continentales                                     |                          |
| Ligue de la CONCACAF 2022                                        | Diriangén FC             |